# Rigny-Saint-Martin
Rigny-Saint-Martin è un comune francese di 58 abitanti situato nel dipartimento della Mosa nella regione del Grand Est.

## Società

### Evoluzione demografica
Abitanti censiti